# ياكوب مينشيك
ياكوب مينشيك (من مواليد 1 سبتمبر 2005) هو لاعب تنس تشيكي محترف. أعلى تصنيف له في مسيرته في الفردي وفقًا لتصنيف اتحاد لاعبي التنس المحترفين هو المركز 19 عالميًا، والذي حققه في 19 مايو 2025، وتصنيف الزوجي هو المركز 386، والذي حققه في 3 فبراير 2025. ياكوب هو حاليا اللاعب رقم 1 من جمهورية التشيك. لقد فاز بلقب فردي واحد في جولة اتحاد لاعبي التنس المحترفين، وهو حدث ماسترز 1000 في بطولة ميامي المفتوحة عام 2025.
وفي الجولة الناشئين، حصل ياكوب على المركز الثالث عالميًا في تصنيف الاتحاد الدولي للتنس، والذي حققه في 31 يناير 2022. وصل إلى نهائي بطولة أستراليا المفتوحة للناشئين فردي 2022.

## حياة مهنية

### الناشئين
خسر في نهائي بطولة أستراليا المفتوحة للناشئين 2022 أمام برونو كوزوهارا بعد معاناته من تقلصات في عضلات الفخذ.

### 2023: التحدي الأول، الظهور الأول في البطولات الأربع الكبرى، والجولة الثالثة
في مايو 2023، فاز بأول بطولة تشالنجر له، وهي بطولة سبارتا براغ المفتوحة 2023، متغلبًا على دومينيك كوبفر في ظهوره السادس فقط في الدور الرئيسي لبطولة تشالنجر، ليصبح أصغر بطل تشيكي في التاريخ في سن 17 عامًا. كان البطل التشيكي الوحيد السابق الذي يبلغ من العمر 17 عامًا هو المصنف الرابع عالميًا سابقًا توماش بيرديتش، الذي فاز بلقبين في تشالنجر في عام 2003.
تنافس في الجولة التأهيلية الأولى لبطولة أمريكا المفتوحة، حيث تغلب على فابيو فونيني 1-6، 6-1، 6-1. ثم هزم لياندرو ريدي في الجولة الثانية، ثم تأهل في أول ظهور له إلى الدور الرئيسي لبطولة جراند سلام لأول مرة بفوزه بمجموعتين على مواطنه زدينيك كولار. ثم فاز بأول مباراة كبرى له بعد هزيمة جريجوار بارير، ليصبح أصغر رجل منذ بورنا كوريك في عام 2014 يفوز بمباراة رئيسية في بطولة الولايات المتحدة المفتوحة. ثم هزم زميله المتأهل لأول مرة للبطولات الكبرى تيتوان دروغيت قبل يوم واحد من عيد ميلاده الثامن عشر، قبل أن يخسر أمام تايلور فريتز بمجموعات متتالية في الجولة الثالثة.

### 2024: نهائي بطولة اتحاد لاعبي التنس المحترفين والفوز ضمن أفضل 10 لاعبين، الظهور الأول في بطولة الماسترز والتأهل إلى ربع النهائي، ضمن أفضل 50 لاعبًا
تأهل لبطولة أستراليا المفتوحة لعام 2024، حيث ظهر لأول مرة في هذه البطولة الكبرى، وهزم اللاعب السابق المصنف العاشر دينيس شابوفالوف في مجموعات متتالية. انتقل إلى أعلى تصنيف مهني جديد وهو رقم 127 في 29 يناير 2024.
تم اختياره ضمن برنامج #NextGen الجديد للتنافس في بطولة بطولة اتحاد لاعبي التنس المحترفين 250، وهي بطولة قطر إكسون موبيل المفتوحة 2024. احتل المركز رقم 116، وتغلب على أليخاندرو دافيدوفيتش فوكينا في مجموعات متتالية ليتقدم إلى الدور الثاني. وبعد ذلك، هزم آندي موراي في ثلاث مجموعات مع ثلاث شوط كسر التعادل ليتقدم إلى ربع نهائي بطولة اتحاد لاعبي التنس المحترفين لأول مرة. كانت أطول مباراة في تاريخ البطولة حيث استمرت لمدة 3 ساعات و 23 دقيقة. هزم المصنف الأول أندريه روبليف في مجموعات متتالية، وهو أول فوز له بين العشرة الأوائل والخمسة الأوائل في رابطة لاعبي التنس المحترفين، ليتقدم إلى نصف نهائي رابطة لاعبي التنس المحترفين لأول مرة. كان أصغر لاعب يهزم لاعبًا من بين أفضل 5 لاعبين منذ أن تغلب كارلوس ألكاراز على ستيفانوس تسيتسيباس في بطولة الولايات المتحدة المفتوحة عام 2021. تغلب على جايل مونفيس في ثلاث مجموعات ليتقدم إلى نهائي بطولة اتحاد لاعبي التنس المحترفين لأول مرة. ونتيجة لذلك، انتقل إلى ما يقرب من 30 مركزًا أعلى في التصنيف، ليصبح أصغر لاعب في قائمة أفضل 100 لاعب. خسر أمام المصنف الثاني كارين خاتشانوف في النهائي. دخل بطولة الشرق الأوسط القادمة، بطولة دبي للتنس 2024، بحالة إعفاء خاصة (SE)، حيث هزم بورنا كوريك.
كما حصل على بطاقة دعوة لبطولة بي إن بي باريبا المفتوحة لعام 2024 لظهوره الأول في بطولة الماسترز وسجل أول فوز له في بطولة الماسترز الرئيسية على المتأهل هونغ سيونج تشان على هذا المستوى. في بطولة موتوا مدريد المفتوحة لعام 2024، وصل إلى الدور الثالث من بطولة ماسترز 1000 لأول مرة بعد أن هزم اللاعب العشرة الأوائل جريجور ديميتروف لكنه خسر أمام المتأهل للنهائي في نهاية المطاف فيليكس أوجيه ألياسيم بالتقاعد.
في بطولة أمريكا المفتوحة 2024، وصل إلى الدور الثالث لمدة عام متتالي، بفوزه المفاجئ على المصنف التاسع عشر فيليكس أوجيه ألياسيم، ليحقق فوزه الثالث ضمن أفضل 20 لاعبًا، وتريستان شوولكيت، المشارك ببطاقة دعوة، في خمس مجموعات مع شوط كسر التعادل في المجموعة الخامسة. وصل إلى ربع نهائي بطولة الماسترز لأول مرة في بطولة رولكس شنغهاي ماسترز 2024 بعد هزيمة لاعبين من أفضل 10 لاعبين في طريقه أندريه روبليف وجريجور ديميتروف وانتقل إلى المراكز 55 الأولى في التصنيف. وأصبح أصغر لاعب يصل إلى ربع النهائي في تاريخ البطولة.

### 2025: أول لقب في بطولة الماسترز، ضمن أفضل 20 لاعبًا
حقق مينسيك فوزا مفاجئا على المصنف السادس كاسبر رود في الدور الثاني لبطولة أستراليا المفتوحة في أربع مجموعات. خسر في الجولة التالية أمام أليخاندرو دافيدوفيتش فوكينا في خمس مجموعات بعد تقدمه بمجموعتين ونقطة المباراة.
بعد خسارته في الجولة الثانية في إنديان ويلز، تنافس مينسيك في بطولة 175 تشالنجر 2025 كوبا كاب كانا التي أنشئت حديثًا حيث وصل إلى الدور نصف النهائي.
في بطولة ميامي المفتوحة عام 2025، وصل مينسيك إلى نصف نهائي بطولة الماسترز لأول مرة بعد فوزه على بطل إنديان ويلز والمصنف السادس جاك درابر، ورومان سافيولن، ومواطنه توماس ماشاتش بعد اعتزاله، ثم فوز آخر على المصنف السابع عشر آرثر فيلس. وصل مينسيك إلى نهائي بطولة الماسترز لأول مرة بعد هزيمة المصنف الثالث والرابع عالميًا تايلور فريتز، مسجلاً أكبر فوز في مسيرته من حيث التصنيف. وفي المباراة النهائية، تغلب على مثله الأعلى ومعلمه نوفاك ديوكوفيتش بمجموعتين متتاليتين مع شوطين فاصلين. تأخرت المباراة خمس ساعات بسبب الأمطار الغزيرة ونتيجة لذلك، أصيب كلا اللاعبين بالإرهاق بسبب الرطوبة بعد المباراة. خلال خطاب تقديم الكأس، ذكر ياكوب أنه لو لم يكن هناك أحد أخصائي العلاج الطبيعي في اتحاد لاعبي التنس المحترفين، لكان قد انسحب من البطولة قبل ساعة من مباراته الأولى بسبب آلام في الركبة. بعد فوزه بأول كأس له على مستوى الجولة، وصل إلى المراكز 25 الأولى في التصنيف الفردي في 31 مارس 2025.

## الجدول الزمني للأداء
مفتاح
| ف | ن | ن.ن | ر.ن | د# | د.م | ل | أ.أ | ت | غ | ب | ف | ذ | م.خ | ل.ت |

(ف) فاز بالبطولة (ن) وصل النهائي (ن.ن) نصف النهائي (ر.ن) ربع النهائي (د#) الأدوار الأربعة الأولى (د.م) دور المجموعات (ل) شارك في كأس ديفيز (أ.أ) خرج من الأدوار الاولى (ت) خسر التصفيات التأهيلية (غ) غاب عن الحدث أو البطولة (ب) حصل على ميدالية برونزية (ف) حصل على ميدالية فضية (ذ) حصل على ميدالية ذهبية (م.خ) بطولة الماسترز خُفضت إلى مرتبة أقل (ل.ت) البطولة لم تعقد في السنة المعينة.
لتجنب الارتباك وازدواجية الحساب، يتم تحديث هذه المعلومات إما في نهاية البطولة، أو عندما تكون مشاركة اللاعب في البطولة قد انتهت.

### الفردي
حالياً حتى بطولة "أفرنس أوبن" عام 2025
| بطولات السلاما الكبرى                  |        |              |        |                  |                  |                  |
| افتتاح أستراليا                        | (أ)    | د.م          | ل      | 0 / 2            | 3–2              | 60%              |
| فتح فرنسي                              | (أ)    | (أ)          | د.م    | 0 / 1            | 1–1              | 50%              |
| ويمبلدون                               | (أ)    | د#           |        | 0 / 1            | 0–1              | 0%               |
| المفتوحة الأمريكية                     | ل      | ل            |        | 0 / 2            | 4–2              | 67%              |
| الربح والخسارة                         | 2–1    | 3–3          | 3–2    | 0 / 6            | 8–6              | 57%              |
| تمثيل وطني                             |        |              |        |                  |                  |                  |
| الأولمبياد الصيفي                      | الـ NH | د.م          | الـ NH | 0 / 1            | 1–1              | 50%              |
| بطولة اتحاد لاعبي التنس المحترفين 1000 |        |              |        |                  |                  |                  |
| إنديان ويلز مفتوح                      | (أ)    | د.م          | د.م    | 0 / 2            | 2–2              | 50%              |
| " مايامي " مفتوح                       | (أ)    | س2           | (و)    | 1 / 1            | 6–0              | 100%             |
| ماسترز مونتي كارلو                     | (أ)    | (أ)          | (أ)    | 0 / 0            | 0–0              | —                |
| افتتاح مدريد                           | (أ)    | ل            | ق.ف    | 0 / 2            | 5–2              | 71%              |
| المفتوح الإيطالي                       | (أ)    | د#           | 4ر     | 0 / 2            | 2–2              | 50%              |
| كندا المفتوحة                          | (أ)    | س2           |        | 0 / 0            | 0–0              | —                |
| سنسيناتي مفتوحة                        | (أ)    | السؤال الأول |        | 0 / 0            | 0–0              | —                |
| "ماسترز شانغهاي"                       | (أ)    | ق.ف          |        | 0 / 1            | 4–1              | 80%              |
| "ماسترز باريس"                         | (أ)    | س2           |        | 0 / 0            | 0–0              | —                |
| الربح والخسارة                         | 0–0    | 7–4          | 12–3   | 1 / 8            | 19–7             | 73%              |
| إحصاءات المهن                          |        |              |        |                  |                  |                  |
|                                        | 2023   | 2024         | 2025   | السن             | (إل)             | % الفوز          |
| البطولات                               | 1      | 16           | 11     | إجمالي المهن: 28 | إجمالي المهن: 28 | إجمالي المهن: 28 |
| العناوين                               | 0      | 0            | 1      | إجمالي المهن: 1  | إجمالي المهن: 1  | إجمالي المهن: 1  |
| النهائيات                              | 0      | 1            | 1      | إجمالي المهن: 2  | إجمالي المهن: 2  | إجمالي المهن: 2  |
| - ربح خسارة صعبة                       | 3–1    | 17–12        | 14–6   | 1 / 16           | 34–19            | 64%              |
| (كلاي) - الفوز والخسارة                | 0–0    | 6–4          | 6–4    | 0 / 8            | 12–8             | 60%              |
| العشب الفوز الخسارة                    | 0–0    | 2–4          | 0–0    | 0 / 4            | 2–4              | 33%              |
| الفوز والخسارة الإجمالية               | 3–1    | 25–20        | 20–10  | 1 / 28           | 48–31            | 61%              |
| % الفوز                                | 75%    | 56%          | 67%    | 60.76%           | 60.76%           | 60.76%           |
| تصنيف نهاية السنة                      | 167    | 48           |        | $3,360,720       | $3,360,720       | $3,360,720       |

## نهائيات مهمة

### بطولات الماسترز 1000

#### الفردي: 1 (لقب واحد)
| نتيجة | سنة  | البطولة              | سطح | الخصم           | نتيجة              |
| ----- | ---- | -------------------- | --- | --------------- | ------------------ |
| فوز   | 2025 | بطولة ميامي المفتوحة | صعب | نوفاك ديوكوفيتش | 7-6(7-4)، 7-6(7-4) |

## نهائيات جولة اتحاد لاعبي التنس المحترفين

### الفردي: 2 (لقب واحد، وصيف واحد)
| أسطورة                                       |
| -------------------------------------------- |
| جراند سلام (0–0)                             |
| بطولة اتحاد لاعبي التنس المحترفين 1000 (1–0) |
| رابطة محترفي التنس 500 (0–0)                 |
| بطولة اتحاد لاعبي التنس المحترفين 250 (0–1)  |

| النهائيات حسب السطح |
| ------------------- |
| صعب (1-1)           |
| الطين (0–0)         |
| العشب (0–0)         |

| النهائيات حسب المجموعة |
| ---------------------- |
| في الهواء الطلق (1–1)  |
| داخلي (0–0)            |

| نتيجة | و–ل | تاريخ       | البطولة                                | الطبقة                                 | سطح | الخصم           | نتيجة              |
| ----- | --- | ----------- | -------------------------------------- | -------------------------------------- | --- | --------------- | ------------------ |
| خسارة | 0–1 | فبراير 2024 | بطولة قطر المفتوحة، قطر                | بطولة اتحاد لاعبي التنس المحترفين 250  | صعب | كارين خاشانوف   | 6-7(12-14)، 4-6    |
| فوز   | 1-1 | مارس 2025   | بطولة ميامي المفتوحة، الولايات المتحدة | بطولة اتحاد لاعبي التنس المحترفين 1000 | صعب | نوفاك ديوكوفيتش | 7-6(7-4)، 7-6(7-4) |

### الزوجي: 1 (وصيف واحد)
| أسطورة                                       |
| -------------------------------------------- |
| جراند سلام (0–0)                             |
| بطولة اتحاد لاعبي التنس المحترفين 1000 (0–0) |
| رابطة محترفي التنس 500 (0–0)                 |
| بطولة اتحاد لاعبي التنس المحترفين 250 (0–1)  |

| النهائيات حسب السطح |
| ------------------- |
| صعب (0-1)           |
| الطين (0–0)         |
| العشب (0–0)         |

| النهائيات حسب المجموعة |
| ---------------------- |
| في الهواء الطلق (0–1)  |
| داخلي (0–0)            |

| نتيجة | و–ل | تاريخ      | البطولة                       | الطبقة                                | سطح | شريك        | الخصم                   | نتيجة                 |
| ----- | --- | ---------- | ----------------------------- | ------------------------------------- | --- | ----------- | ----------------------- | --------------------- |
| خسارة | 0–1 | يناير 2025 | مطار بريسبان الدولي، أستراليا | بطولة اتحاد لاعبي التنس المحترفين 250 | صعب | جيري ليهيكا | جوليان كاش لويد جلاسبول | 3-6، 7-6(7-2)، [6-10] |

## نهائيات بطولة التحدي بطولة اتحاد لاعبي التنس المحترفين

### الفردي: 2 (لقب واحد، وصيف واحد)
| \| أسطورة \| \| ------------------------------------------- \| \| جولة تحدي اتحاد لاعبي التنس المحترفين (1–1) \| |
| أسطورة |
| جولة تحدي اتحاد لاعبي التنس المحترفين (1–1)                                                                      |

| نتيجة | و–ل | تاريخ      | البطولة              | الطبقة  | سطح  | الخصم         | نتيجة    |
| ----- | --- | ---------- | -------------------- | ------- | ---- | ------------- | -------- |
| فوز   | 1–0 | مايو 2023  | براغ، جمهورية التشيك | تشالنجر | فخار | دومينيك كوبفر | 6-4، 6-3 |
| خسارة | 1-1 | يناير 2024 | كانبرا، أستراليا     | تشالنجر | صعب  | دومينيك كوبفر | 3-6، 2-6 |

## نهائيات جولة التنس العالمية

### الأغاني الفردية: 5 (5 ألقاب)
| أسطورة                                 |
| -------------------------------------- |
| بطولة اتحاد التنس الدولي للسيدات (5–0) |

| النهائيات حسب السطح |
| ------------------- |
| صعب (4-0)           |
| الطين (1-0)         |

| نتيجة | و–ل | تاريخ    | البطولة                              | الطبقة      | سطح     | الخصم                 | نتيجة         |
| ----- | --- | -------- | ------------------------------------ | ----------- | ------- | --------------------- | ------------- |
| فوز   | 1–0 | Sep 2022 | M15 أليرشهاوزن، ألمانيا              | دبليو تي تي | فخار    | بيتر هيلر             | 7-5، 3-6، 6-1 |
| فوز   | 2-0 | Nov 2022 | الطريق السريع M25 هيراكليون، اليونان | دبليو تي تي | صعب     | أوليكساندر أوفشارينكو | 6-4، 7-6(7-4) |
| فوز   | 3–0 | Nov 2022 | M15 شرم الشيخ، مصر                   | دبليو تي تي | صعب     | سابا بورتسيلادزي      | 6-4، 6-2      |
| فوز   | 4–0 | Dec 2022 | M15 شرم الشيخ، مصر                   | دبليو تي تي | صعب     | روبرت سترومباش        | 6-4، 6-0      |
| فوز   | 5–0 | Apr 2023 | M25 ترنافا، سلوفاكيا                 | دبليو تي تي | صعب (i) | كارل فريبرغ           | 7-6(8-6)، 6-3 |

### الزوجي: 1 (لقب واحد)
| \| أسطورة \| \| -------------------------------------- \| \| بطولة اتحاد التنس الدولي للسيدات (1–0) \| |
| أسطورة                                                                                                 |
| بطولة اتحاد التنس الدولي للسيدات (1–0)                                                                 |

| نتيجة | و–ل | تاريخ    | البطولة                          | الطبقة      | سطح  | شريك             | الخصم                      | نتيجة         |
| ----- | --- | -------- | -------------------------------- | ----------- | ---- | ---------------- | -------------------------- | ------------- |
| فوز   | 1–0 | Jun 2022 | الطريق السريع M15 بايتوم، بولندا | دبليو تي تي | فخار | أولاف بيتشكوفسكي | ماثيو روميوس براندون ووكين | 7-6(7-3)، 7-5 |

## نهائيات بطولة جراند سلام للناشئين

### فردي: 1 (وصيف واحد)
| نتيجة | سنة  | البطولة                 | سطح | الخصم          | نتيجة                   |
| ----- | ---- | ----------------------- | --- | -------------- | ----------------------- |
| خسارة | 2022 | بطولة أستراليا المفتوحة | صعب | برونو كوزوهارا | 6-7(4-7)، 7-6(8-6)، 5-7 |

## انتصارات ضد أفضل 10 لاعبين
- حقق فريق ياكوب رقمًا قياسيًا 8–5 ضد اللاعبين الذين كانوا، في وقت لعب المباراة، مصنفين ضمن أفضل 10 لاعبين. [42]

| موسم     | 2024 | 2025 | المجموع |
| -------- | ---- | ---- | ------- |
| انتصارات | 4    | 4    | 8       |

| #    | المعارض          | Rk | الحدث                                      | السطح  | Rd  | النتيجة                 | Rk  | Ref    |
| ---- | ---------------- | -- | ------------------------------------------ | ------ | --- | ----------------------- | --- | ------ |
| 2024 |                  |    |                                            |        |     |                         |     |        |
| 1.   | أندريه روبليف    | 5  | قطر مفتوحة قطر                             | صعبة   | ق.ف | 6–4, 7–6(8–6)           | 116 | [ 44 ] |
| 2.   | (ريجور ديميتروف) | 10 | مدريد المفتوحة، إسبانيا                    | (كلاي) | د.م | 6–2, 6–7(4–7), 6–3      | 74  | [ 45 ] |
| 3.   | أندريه روبليف[a] | 6  | مدربون شانغهاي، الصين                      | صعبة   | د.م | 6–7(7–9), 6–4, 6–3      | 65  | [ 46 ] |
| 4.   | (ريجور ديميتروف) | 10 | مدربون شانغهاي، الصين                      | صعبة   | 4ر  | 6–3, 3–6, 6–4           | 65  | [ 47 ] |
| 2025 |                  |    |                                            |        |     |                         |     |        |
| 5.   | كاسبر روود       | 6  | البطولة الاسترالية المفتوحة، أستراليا      | صعبة   | د.م | 6–2, 3–6, 6–1, 6–4      | 48  | [ 48 ] |
| 6.   | جاك درايبر       | 7  | إقامة فندق ميامي المفتوح، الولايات المتحدة | صعبة   | د.م | 7–6(7–2), 7–6(7–3)      | 54  | [ 49 ] |
| 7.   | تايلور فريتز     | 4  | إقامة فندق ميامي المفتوح، الولايات المتحدة | صعبة   | (ف) | 7–6(7–4), 4–6, 7–6(7–4) | 54  |        |
| 8.   | نوفاك جوكوفيتش   | 5  | إقامة فندق ميامي المفتوح، الولايات المتحدة | صعبة   | ف   | 7–6(7–4), 7–6(7–4)      | 54  |        |

## روابط خارجية
- الصفحة الخاصة باللاعب ياكوب مينشيك في موقع رابطة محترفي كرة المضرب.

- ياكوب مينشيك في موقع الاتحاد الدولي لكرة المضرب
- ياكوب مينشيك في كأس ديفيز
- ياكوب مينشيك في اللجنة الأولمبية الدولية

1. ↑  Russian and Belarus players are not allowed to compete under the name or flag of their country following the Russian invasion of Ukraine.[43]